# Nossa Senhora da Porta
Nossa Senhora da Porta é uma devoção Mariana proeminente no Peru, cuja imagem tem o seu principal lugar de veneração em um santuário construído no local onde ficava a porta de entrada para Otuzco, em um alto andino área localizada a cerca de 75 km a nordeste de Trujillo a cidade, na região de Liberdade.

## História
A história da Virgem da Porta começa com um caso de pirataria, na cidade de Trujillo, ao norte do país. No ano de 1674, apareceu na praia de Huanchaco uma frota pirata que já havia cometido crimes na cidade de Guayaquil, no Equador, e na vila peruana de Zaña, então importante centro urbano, onde falecera São Toríbio de Mogrovejo, Arcebispo de Lima.
Os habitantes de Trujillo ficaram evidentemente atemorizados com o advento dessa frota e enviaram emissários a todas as cidades e vilas da região, entre elas Otuzco, que se encontra nas montanhas a apenas 70 quilômetros de Trujillo.
Os moradores dessa localidade ficaram também muito preocupados. E, não dispondo de muralhas nem contando com qualquer possibilidade de defesa, decidiram recorrer Àquela que é, segundo a Sagrada Escritura, “terrível como um exército em ordem de batalha”. Assim, como recurso extremo, colocaram na porta da cidade uma imagem de Nossa Senhora da Conceição.
Havia em Otuzco uma ermida dedicada à Virgem da Conceição, graças à devoção de uma ilustre dama, Dona Florência Mora de Sandoval, célebre pelos inumeráveis atos de caridade que praticou.
Curiosamente não foi essa a imagem, Padroeira da cidade, a que foi colocada na porta, pois um costume do Vice-reinado exigia que ela saísse de seu altar na igreja somente para a procissão, no dia de sua festa. Muito respeitosos dos costumes vigentes, os habitantes de Otuzco não quiseram retirar a Padroeira de seu lugar, mesmo por ocasião daquela calamidade.
Assim, ficou defendendo a porta da cidade outra imagem de Nossa Senhora da Conceição, trazida da Venezuela anos antes, para a realização de procissões da Imaculada em outros dias que não o da festa oficial. Tal imagem tem um metro de altura e está colocada sobre uma rocha de 25 cm de altura toda forrada de prata.
Após colocá-la precisamente no local onde, a qualquer momento, se esperava o advento dos hereges, a população estava compenetrada de que só lhe restava rezar e confiar na proteção maternal de Maria Santíssima. Três dias e três noites permaneceram os habitantes orando juntos à porta da cidade, aos pés da imagem, aguardando o temível ataque.
Mas... o impossível aconteceu! Os protestantes holandeses, cuja superioridade numérica e de força era evidente, nem desembarcaram! Até hoje nenhum historiador conseguiu apresentar uma explicação natural convincente para o fato: as cidades de Trujillo, Huanchaco e Otuzco foram preservadas de qualquer ataque dos terríveis piratas.

## Festa
A celebração teve origem em 1664, quando ele colocou a imagem da Virgem na entrada de Otuzco, como precaução de um ataque pirata. O principal dia é comemorado no dia 15 de dezembro de cada ano e, em 2012, a festa de Nossa Senhora da Porta, foi declarada Patrimônio Cultural Nacional pelo governo Peruano. A partir de dias antes que a central data de centenas de peregrinos devotos fazer uma viagem de cerca de 73 km de Trujillo para o santuário da Virgen de la Puerta, localizado na Otuzco.